# Загадка женственности
«Загадка женственности» (англ. The Feminine Mystique) — книга Бетти Фридан, которая, как многие считают, стала началом второй волны феминизма в США. Книга была опубликована 19 февраля 1963 года издательством W. W. Norton & Company.
В 1957 году Бетти Фридан попросили провести опрос среди её бывших одногруппниц в Колледж Смит на их встрече в честь 15-летия выпуска. Результаты, в которых она обнаружила, что многие из опрошенных недовольны своей жизнью в качестве домохозяек, побудили её начать исследование для книги Загадка женственности, проводя интервью с другими домохозяйками из пригорода, а также изучая психологию, средства массовой информации и рекламу. Изначально Бетти намеревалась написать статью на эту тему, а не книгу, но ни один журнал не хотел публиковать её статью.
В 1964 году Загадка женственности стала бестселлером в жанре научно-популярная литература, было продано более одного миллиона экземпляров. В своей книге Бетти Фридан бросила вызов широко распространенному в 1950-х годах мнению о том, что «Реализация в качестве женщины имеет только один вариант для американских женщин после 1949 года — это быть домохозяйкой-матерью».
Фраза Загадка женственности была придумана Фридан для описания предположений о том, что женщины должны себя реализовывать в результате их работы по дому, брака, половой жизни и детей. Было сказано, что женщины, которые на самом деле были женственными, не должны были хотеть работать, получать образование или иметь политические взгляды. Фридан хотела доказать, что женщины недовольны и не могут выразить свои чувства.

## Синопсис
«Загадка женственности» начинается с введения, описывающего то, что Фридан назвала «проблемой, у которой нет названия» — широко распространенное несчастье женщин в 1950-х и начале 1960-х годов. В введении обсуждается жизнь нескольких домохозяек со всех концов Соединённых Штатов, которые были несчастны, несмотря на то, что жили в хороших материальных условиях, были замужем и имели детей. Кроме того, Фридан подвергла сомнению женские журналы, женскую систему образования и рекламодателей за создание такого широко распространенного образа женщин. Пагубные последствия, вызванные этим образом, заключались в том, что он сужал возможности женщин в сфере домашнего хозяйства и приводил к потере многими женщинами собственной идентичности.
Глава 1: Фридан отмечает, что средний возраст вступления в брак снижался, доля женщин, посещающих колледж, уменьшалась, а уровень рождаемости среди женщин увеличивался на протяжении 1950-х годов, однако широко распространенная тенденция несчастных женщин сохранялась, хотя американская культура настаивала на том, что женщины могут найти себя в браке и в домашнем хозяйстве. Осознавая и разделяя это недовольство, женщины в 1950-х годах неверно истолковали это как личную проблему и редко говорили об этом с другими женщинами. Как отмечала Фридан, «отчасти странная новизна проблемы заключается в том, что её нельзя понять с точки зрения вековых материальных проблем человека: бедности, болезней, голода, холода». Эта глава завершается заявлением: «Мы больше не можем игнорировать тот женский голос, который говорит: „Я хочу чего-то большего, чем мой муж, мои дети и мой дом“».
Глава 2: Фридан заявляет, что редакционные решения, касающиеся женских журналов в то время, принимались в основном мужчинами, которые настаивали на рассказах и статьях, которые изображали бы женщин либо как счастливых домохозяек, либо как несчастных карьеристок, тем самым создавая «загадку женственности» — идею, что женщины были естественным образом удовлетворены тем, что посвятили свою жизнь тому, чтобы быть домохозяйками и матерями. Фридан также утверждает, что это контрастирует с 1930-ми годами, когда в женских журналах часто появлялись уверенные и независимые героини, многие из которых были карьеристками.
Глава 3: Фридан вспоминает свое собственное решение соответствовать ожиданиям общества, когда она отказалась от многообещающей карьеры психолога, чтобы растить детей, и показывает, что другие молодые женщины все ещё боролись с таким же решением. Многие женщины рано бросают колледж, чтобы выйти замуж, опасаясь, что, если они будут ждать слишком долго или станут слишком образованными, они не смогут привлечь мужа. В конце главы Фридан утверждает, что, хотя теоретики обсуждают, как мужчинам необходимо найти свою идентичность, ожидается, что женщины будут автономными. Она заявляет: «Анатомия — это удел женщины, говорят теоретики женственности; идентичность женщины определяется её биологией». Фридан продолжает утверждать, что проблема заключается в том, что женщинам необходимо созреть и обрести свою человеческую идентичность. Она утверждает: «В смысле, который выходит за рамки жизни любой женщины, я думаю, что кризис взросления женщины — поворотный момент от незрелости, которую называют женственностью, к полной человеческой идентичности».
Глава 4: Фридан обсуждает ранних американских феминисток и то, как они боролись против предположения, что надлежащая роль женщины — быть исключительно женой и матерью. Она отмечает, что они обеспечили женщинам важные права, включая право на образование, право на карьеру и право голоса.
Глава 5: В этой главе Фридан, имеющая ученую степень в области психологии, критикует основателя психоанализа Зигмунда Фрейда (идеи которого были очень влиятельными в Соединённых Штатах на момент публикации книги). Она отмечает, что Фрейд считал женщин похожими на детей и обреченными на то, чтобы быть домохозяйками, однажды указав, что Фрейд писал: «Я считаю, что все реформаторские действия в законе и образовании сдались бы перед тем фактом, что задолго до возраста, в котором мужчина может заработать позицию в обществе, природа определила судьбу женщины через красоту, обаяние и сладость. Законы и обычаи многое дают женщинам, которое от них удерживали, но положение женщин наверняка будет таким, какое оно есть: в юности — „обожаемая милашка“ и в зрелые годы — „любимая жена“. Фридан также указывает, что бездоказательная концепция Фрейда „зависть к пенису“ использовалась для того, чтобы причислить женщин, которые хотели карьерных достижений, к невротическим, и что популярность творчества и идей Фрейда возвысила „загадку женственности“ исполнения женского долга в домохозяйстве в „научную религию“, которую большинство женщин не могли критиковать из-за недостаточности образования.
Глава 6: Фридан критикует функционализм, который пытался сделать социальные науки более авторитетными, изучая институты общества, как если бы они были частями социального тела, как в биологии. Институты изучались с точки зрения их функции в обществе, и женщины были ограничены их сексуально-биологическими ролями в качестве домохозяек и матерей, а также им говорили, что в противном случае нарушится социальный баланс. Фридан отмечает, что это не доказано и что Маргарет Мид, видный функционалист, сделала успешную карьеру антрополога.
Глава 7: Фридан обсуждает изменения в образовании женщин с 1940-х до начала 1960-х годов, когда многие женские школы были сконцентрированы на классах с облегченными предметами, которые в основном были посвящены браку, семье и другим предметам, считающимся подходящими для женщин, поскольку преподаватели, находящиеся под влиянием функционализма, считали, что слишком большое образование испортит женственность и способность к сексуальному удовлетворению. Фридан говорит, что это изменение в образовании задерживало эмоциональное развитие девочек в молодом возрасте, потому что им никогда не приходилось сталкиваться с болезненным кризисом идентичности и последующим взрослением, возникающим в результате решения многих проблем взрослых.
Глава 8: Фридан отмечает, что неуверенность и страхи во время Второй мировой войны и холодной войны заставили американцев тосковать по домашнему уюту, поэтому они пытались создать идеализированную семейную жизнь с отцом как кормильцем и матерью как домохозяйкой. Фридан отмечает, что этому способствовал тот факт, что многие женщины, которые работали во время войны на рабочих местах, ранее занимаемых мужчинами, столкнулись с увольнением, дискриминацией или враждебностью, когда мужчины вернулись, и что преподаватели обвиняли чрезмерно образованных, ориентированных на карьеру матерей за дезадаптацию солдат во Второй мировой войне. Тем не менее, как показывает Фридан, более поздние исследования показали, что плохо приспособленных детей воспитывали властные матери, а не карьеристки.
Глава 9: Фридан показывает, что рекламодатели пытались побудить домохозяек думать о себе как о профессионалах, которым нужно много специализированных продуктов для выполнения своей работы, в то же время отговаривая домохозяек от реальной карьеры, поскольку это означало бы, что они не будут тратить столько времени и усилий на работу по дому и, следовательно, не будут покупать столько товаров для дома, сокращая прибыль рекламодателей. Критики этой теории указывают, что в данных обстоятельствах мужчины, а не женщины, будут покупать эти товары для дома, а женщины, имеющие реальную карьеру, увеличат покупательную способность женщин, одновременно увеличивая прибыль рекламодателей.
Глава 10: Фридан берет интервью у нескольких домохозяек, занятых на полный рабочий день, и обнаруживает, что, хотя они не удовлетворены своей работой по дому, все они очень заняты ею. Она постулирует, что эти женщины неосознанно растягивают свои домашние обязанности, чтобы заполнить доступное время, потому что загадка женственности научила женщин, что это их роль, и если они когда-либо выполнят свои задачи, они станут ненужными.
Глава 11: Фридан отмечает, что многие домохозяйки искали удовлетворения в сексе, но не могли найти его в работе по дому и в детях; Фридан отмечает, что секс не может удовлетворить все потребности человека, и что попытки сделать это часто заставляют замужних женщин заводить романы или отталкивают их мужей, поскольку они становятся одержимыми сексом.
Глава 12: Фридан обсуждает тот факт, что многие дети потеряли интерес к жизни или эмоциональному росту, приписывая изменение собственной неспособности матери реализовать себя как побочный эффект загадки женственности. Когда матери не хватает „я“, отмечает Фридан, она часто пытается жить через своих детей, в результате чего дети теряют собственное ощущение себя как отдельных людей со своей собственной жизнью.
Глава 13: Фридан обсуждает иерархию потребностей психолога Абрахама Маслоу и отмечает, что женщины оказались в ловушке на базовом, физиологическом уровне, ожидая, что они смогут найти свою идентичность только через свою сексуальную роль. Фридан говорит, что женщинам, как и мужчинам, нужна значимая работа для достижения самоактуализации, самого высокого уровня в иерархии потребностей.
Глава 14: В заключительной главе Фридан обсуждает несколько тематических исследований женщин, которые начали идти против загадки женственности. Она также отстаивает новый жизненный план для своих читательниц, в том числе не рассматривать работу по дому как карьеру, не пытаться найти полное удовлетворение только через брак и материнство и найти значимую работу, которая полностью задействует их умственные способности. Она обсуждает проблемы, с которыми могут столкнуться некоторые женщины на пути к самореализации, включая их собственные страхи и сопротивление со стороны других. Для каждой проблемы Фридан приводит примеры женщин, которые её преодолели. Фридан заканчивает свою книгу продвижением образования и осмысленной работы как основного метода, с помощью которого американские женщины могут избежать попадания в ловушку загадки женственности, призывая к радикальному переосмыслению того, что значит быть женственной, и указывает несколько образовательных и профессиональных советов.

## Планируемое продолжение
Первоначально Фридан намеревалась написать продолжение „загадки женственности“, которое должно было называться „Женщина: четвёртое измерение“, но вместо этого написала только статью под этим названием, которая вышла в „Ladies 'Home Journal“ в июне 1964 года.

## Влияния
Глава Фридан о Фрейде была вдохновлена книгой философа Симоны де Бовуар „Второй пол“.

## Наследие
The Feminine Mystique привлекла большое количество белых женщин из среднего класса к феминистскому делу. Её книга „взяла сложные и перегруженные профессионализмами идеи психологов, экономистов и политических теоретиков и перевела их в мощную, удобочитаемую и понятную прозу, которая затронула миллионы“.
The Feminine Mystique была продана тиражом в размере трех миллионов экземпляров за первые три года после публикации. Кроме того, она была переведена на многие языки, а в 1965 году, через два года после её первой публикации, книга была переведена на каталонский под названием „La mística de la feminitat“. Фридан была первой феминисткой-мыслителем, чья книга была переведена и опубликована на каталонском языке при диктатуре Франсиско Франко.
Политики начали признавать разочарование женщин отчасти из-за Бетти Фридан. В 1963 году комиссия, назначенная для рассмотрения положения женщин, рекомендовала положить конец неравенству. В след за этой рекомендацией последовало изменение законодательства. Закон о равной оплате труда 1963 года гласил, что женщины получают такую же оплату, как и мужчины, за одинаковую работу.
NOW (Национальная организация женщин) была организована в 1966 году с участием 30 женщин из разных слоев общества; Фридан была одной из них и помогла разработать основополагающее заявление NOW. В заявлении содержится призыв к „истинному равенству всех женщин“. NOW потребовала устранения всех препятствий на пути „равного и экономического прогресса“. Влияние Фридан можно увидеть в учредительном заявлении, например, главный акцент в книге сделан на „потребности женщин в самобытности и автономии“, а в заявлении NOW говорится: „NOW посвящен утверждению, что женщины в первую очередь являются людьми, которые … должны иметь шанс полностью раскрыть свой человеческий потенциал“.
The Feminine Mystique считается одной из самых влиятельных научно-популярных книг 20-го века, и ей приписывают начало второй волны феминизма в Соединённых Штатах. Футурист Элвин Тоффлер заявил, что это „нажало на спусковой крючок в истории“. Фридан получила сотни писем от несчастных домохозяек после его публикации, а сама она помогла основать NOW и стала её первым президентом.
Помимо своего вклада в феминизм, The Feminine Mystique связана со многими другими совпадающими со взглядами движениями. „Ее работа показывает нам, каким образом феминизм был взаимосвязан с борьбой мужчин и женщин из рабочего класса, с битвами чернокожих и евреев против расизма и антисемитизма…политических активистов, мыслителей и обычных людей“.
К 2000 году было продано более 3 миллионов копий The Feminine Mystique» и книга была переведена на большое количество иностранных языков.
22 и 23 февраля 2013 года прошел симпозиум под названием React: The Feminine Mystique, спонсируемый Новой школой взаимодействия с общественностью и Школой дизайна Парсонса. Также была представлена сопутствующая выставка под названием «REACT», состоящая из двадцати пяти произведений искусства, отвечающих «загадке женственности».
Также в феврале 2013 года было опубликовано издание The Feminine Mystique, посвященное пятидесятилетнему юбилею публикации книги, с новым вступлением за авторством Гейл Коллинз.
Также в 2013 году, чтобы отпраздновать свое столетие, Министерство труда США составило список из более чем 100 книг, определяющих сферу труда в Америке, в который вошел The Feminine Mystique . Позднее Министерство труда выбрало The Feminine Mystique в качестве одной из десяти лучших книг из этого списка.
Также в 2013 году The Feminine Mystique обсуждалась в документальном фильме «Makers: Women Who Make America».
В 2014 году комитет родного города Бетти Фридан получил награду за высшие достижения в категории специальных проектов за празднование 50-летия публикации The Feminine Mystique. Он получил награду от Исторического общества штата Иллинойс.

## Критика

### Несогласие
Публикация The Feminine Mystique вызвала резкую критику феминизма. Значительное число женщин гневно откликнулись на книгу, которая, по их мнению, подразумевала, что жены и матери никогда не могут быть реализованы. «Женщины, которые ценили свою роль матерей и домохозяек, интерпретировали послание Фридан как угрожающее их стабильности, обесценивающее их труд и выражающее неуважение к их интеллекту». В письме редактору McCall’s одна женщина написала: «Все это время я думала, что я счастлива, и я хороший человек. Теперь я обнаруживаю, что была несчастной и замаскированной каким-то чудовищем — теперь уже вне маскировки. Как ужасно!». Другая сказала: «Миссис Фридан должна сохранить свою жалость для тех, кто действительно в этом нуждается — полуголодных, угнетенных людей в своем мире». Когда женщины, критикующие работу, не выражали личного оскорбления по поводу описания Фридан тяжелого положения домохозяйки, они обвиняли её в планировании уничтожения американских семей. Джессика Вайс процитировала в своей статье: «Если бы матери (или домохозяйки, как нас называют) последовали этому совету, что стало бы с нашими детьми? Или, ещё лучше, с будущим мира?».
Историк Джоанн Мейеровиц утверждает, что многие журналы и статьи того периода не помещали женщин исключительно в домашнее хозяйство, как заявляла Фридан, но фактически поддерживали идею полной или неполной занятости для женщин, стремящихся сделать карьеру, вместо того, чтобы быть домохозяйкой. Однако в этих статьях все же подчеркивалась важность сохранения традиционного образа женственности.

### Автор и процесс публикации
Дэниел Хоровиц, профессор американских исследований в Колледж Смит, отмечает, что, хотя Фридан представляла себя типичной пригородной домохозяйкой, в юности она была вовлечена в радикальную политику и политическую журналистику, а во время написания The Feminine Mystique" работала внештатным журналистом женских журналов и была организатором сообщества. Издательство W. W. Norton, где работа Бетти Фридан изначально распространялась для публикации в виде книги, также вызвало некоторую критику. На самом деле сотрудник под псевдонимом «LM» написал в двухстраничной записке, что теоретические взгляды Фридан «слишком очевидны и женственны», а также критиковал её подход, считая его ненаучным.

### Исключенные группы женщин
Кроме того, Фридан критиковали за то, что она сосредоточила внимание исключительно на тяжелом положении белых женщин из среднего класса и не уделяла достаточного внимания различным ситуациям, с которыми сталкиваются женщины в менее стабильной экономической ситуации или женщины других рас. По словам Кирстен Фермаглих и Лизы Файн, «цветные женщины — афроамериканки, латиноамериканки, американки азиатского происхождения и индейцы — полностью отсутствовали в видении Фридан, как и белые рабочие и бедные женщины». Несмотря на написание во время Движения за гражданские права, в тексте Фридан «едва упоминаются афроамериканские женщины». В своей «Феминистской теории: от края к центру» чёрная феминистка Белл Хукс пишет: «Она не говорила о нуждах женщин без мужчин, без детей, без дома. Она игнорировала существование всех небелых женщин и бедных белых женщин. Она не говорила читателям, что приносит больше удовлетворения — быть горничной, няней, фабричным рабочим, клерком или проституткой, чем быть проституткой. домохозяйкой праздного класса. Она сделала свое бедственное положение и бедственное положение белых женщин, подобных ей, синонимом состояния, затрагивающего всех американских женщин. Тем самым она отвлекла внимание от своего классизма, расизма и сексистского отношения к массам американских женщин. В контексте своей книги Фридан ясно дает понять, что женщины, которых она считала жертвами сексизма, были белыми женщинами с высшим образованием».
Фридан также подвергалась критике за предубеждение против гомосексуализма. Частично эта критика проистекает из её приверженности парадигматическому убеждению в то время, что «плохие матери» вызывают отклонение от гетеронормативного и циснормативного общества (например, «плохие матери» заставляют людей становиться ЛГБТ). Она продолжила эту тенденцию, сопротивляясь усилиям NOW, первым президентом которой она была, по интеграции прав лесбиянок в их платформу. Несмотря на эту критику, её «язык, нацеленный на белых американских женщин среднего класса, завоевал большое количество сторонников феминистского движения», что, возможно, подразумевает, что решение Фридан исключить другие группы было преднамеренным для мобилизации группы женщин, которые, в некоторых случаях, не думали об улучшении их положения.